# Río Capotillo
Río Capotillo är ett vattendrag i Haiti, på gränsen till Dominikanska republiken. Det ligger i den nordöstra delen av landet, 130 km nordost om huvudstaden Port-au-Prince.